# Ascuta media
Ascuta media là một loài nhện trong họ Orsolobidae.
Loài này thuộc chi Ascuta. Ascuta media được Raymond Robert Forster miêu tả năm 1956.